# Червоний терор

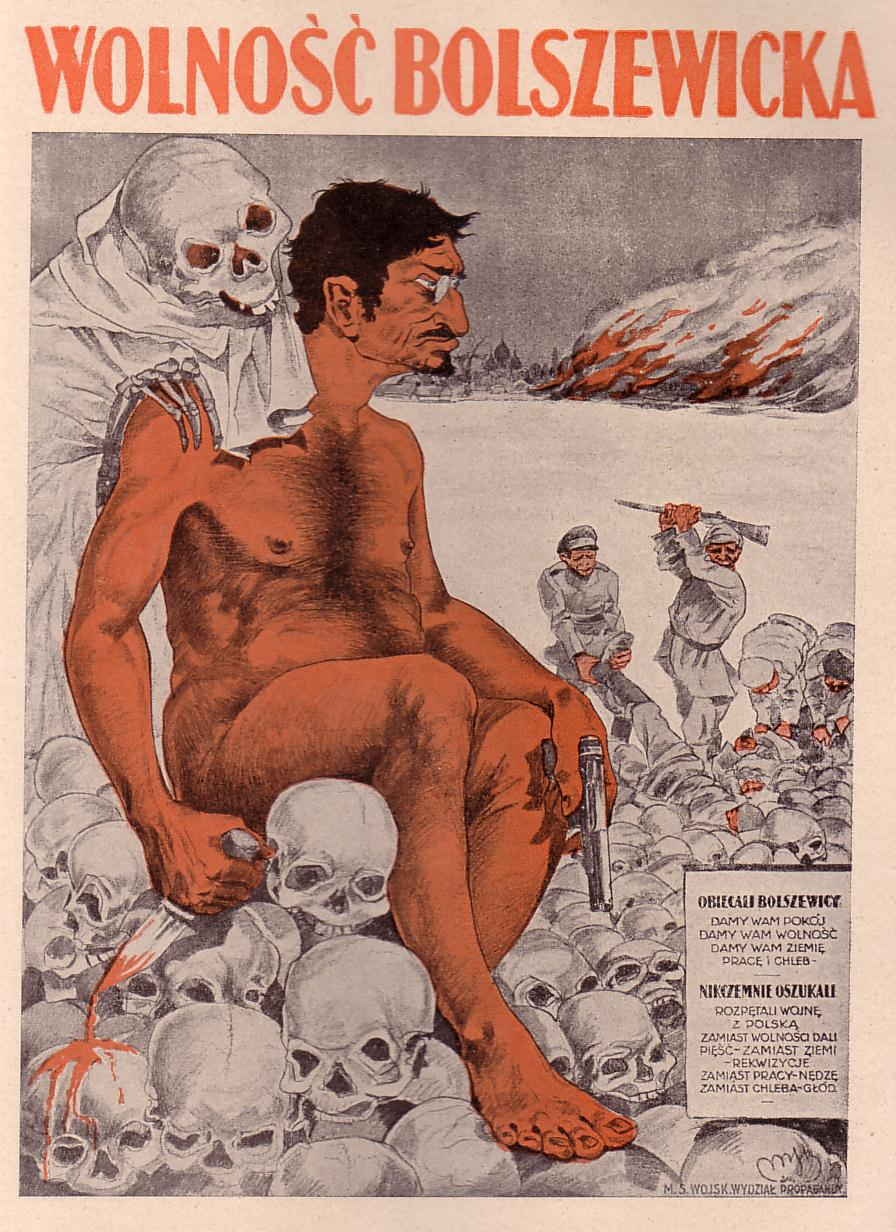
«Більшовицька свобода» — польський пропагандистський плакат з карикатурою на Лева Троцького

Черво́ний теро́р — насильницькі заходи, що здійснювалися більшовиками проти широких соціальних груп, які були оголошені «класовими ворогами», включно з робітниками та селянами, та звинувачувалися в «контрреволюційній діяльності».

## Історичні аспекти
Терор та насильство, — включно із масовою конфіскацією (грабунком) приватної власності, арештами, розстрілами, примусовими роботами, примусовою мобілізацією, організацією голоду тощо, — широко застосовувалися у Радянській Росії під керівництвом В. І. Ульянова (Леніна) одразу після захоплення більшовиками влади восени 1917 року. Тобто ще значно раніше дати прийняття Декрету «про червоний терор» від 5 вересня 1918 року. Необхідність застосування терору та насильства для захоплення та утримання більшовиками влади була теоретично обґрунтована Леніним у його працях до узурпації влади восени 1917 року..
Згідно з Декретом «про червоний терор» від 5 вересня 1918 року, «червоний терор» ставив перед собою завдання боротьби з контрреволюцією, спекуляцією й злочинами за посадою шляхом ізолювання «класових ворогів» у концентраційних таборах і шляхом фізичного знищення «всіх осіб, причетних до білогвардійських організацій, змов і заколотів».
Більшовики, прийнявши Декрет «про червоний терор» після терористичних актів соціалістів-революціонерів — колишніх союзників більшовиків, проти більшовицьких лідерів, в основному вбивали людей, які не мали жодного стосунку до партії лівих соціалістів-революціонерів.
Російські історики, як правило, розглядають «червоний терор» лише в межах Радянської Росії у роки Громадянської війни (1917—1923). Таку позицію не можна вважати правильною, оскільки відомо, що органи більшовицької влади, включно з відділами ВНК РНК, діяли також і за межами Росії, зокрема у Києві, Харкові, Мінську та інших містах, що пізніше опинилися у складі СРСР. Українські історики поширюють термін «червоний терор» і на сталінські репресії в СРСР до 1953 року.
Термін «червоний терор» застосовують також щодо діяльності комуністів Угорщини (1919), республіканців Іспанії (1936—1939) та комуністичної військової хунти Ефіопії (1977—1979).

## Обґрунтування червоного терору
Російські революціонери широко застосовували терор вже починаючи з 1901 року. Початком терору вважають убивство есерівським бойовиком міністра народної освіти Миколи Боголепова. Усього з 1901 по 1911 р. жертвами революційного терору стали близько 17 тисяч осіб (з них 9 тисяч припадають на період революції 1905—1907 р.).
Сам же термін «червоний терор» ввела есерка Зінаїда Конопляннікова, яка заявила на суді в 1906

| Партія вирішила на білий, але кривавий терор уряду, відповісти червоним терором… |
|                                                                                  |

Згодом Лев Троцький сформулював «червоний терор» як 

| знаряддя, застосовуване проти приреченого на загибель класу, що не хоче гинути. |
|                                                                                 |

Володимир Ленін також вважав терор необхідним, зокрема у вересні 1917 року він писав: 

| …без страти стосовно визискувачів (тобто поміщиків і капіталістів) навряд чи обійдеться жоден революційний уряд |
| |

Пізніше досить ґрунтовно сутність червоного терору визначив чекіст М. І. Лацис:

| Ми не ведемо війни проти окремих осіб. Ми винищуємо буржуазію як клас. Не шукайте на слідстві матеріалів і доказів того, що обвинувачуваний діяв ділом або словом проти радянської влади. Перше питання, яке ми повинні йому поставити, — до якого класу він належить, якого він походження, виховання, освіти або професії. Ці питання й повинні визначити долю обвинувачуваного. У цьому — зміст і сутність червоного терору. |
| |

Ленін пов'язував необхідність терору з встановленням диктатури пролетаріату, яку він характеризував так:

| «Диктатура означает — примите это раз навсегда к сведению, господа кадеты, — неограниченную, опирающуюся на силу, а не на закон, власть. Во время гражданской войны всякая победившая власть может быть только диктатурой. Но дело в том, что бывает диктатура меньшинства над большинством, полицейской кучки над народом, и бывает диктатура гигантского большинства народа над кучкой насильников, грабителей и узурпаторов народной власти.». |
| |

| «Неограниченная, внезаконная, опирающаяся на силу, в самом прямом смысле слова, власть — это и есть диктатура». |
| |

| «Научное понятие диктатуры означает не что иное, как ничем не ограниченную, никакими законами, никакими абсолютно правилами не стесненную, непосредственно на насилие опирающуюся власть. Не что иное, кап это, означает понятие: „диктатура“, — запомните хорошенько, гг. кадеты. Далее, во взятом нами примере мы видим диктатуру именно народа, ибо народ, масса населения, неоформленная, „случайно“ собравшаяся в данном месте, сама и непосредственно выступает на сцену, сама чинит суд и расправу, применяет власть, творит новое революционное право. Наконец, это есть диктатура именно революционного народа.». |
| |

## Політика терору в Радянській Росії

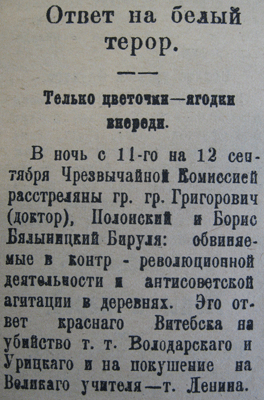
Газетне повідомлення про червоний терор у Вітебську

З приходом в результаті Жовтневого перевороту до влади більшовиків, червоний терор поступово стає офіційною політикою Радянської Росії.
Вже 24 листопада 1917 року Рада Народних Комісарів Росії (РНК) видала декрет «Про суд», відповідно до якого були створені робочі й селянські революційні трибунали «для боротьби проти контрреволюційних сил у видах вживання заходів огородження від них революції та її завоювань, а також для рішення справ щодо боротьби з мародерством і хижацтвом, саботажем та іншими зловживаннями торговців, промисловців, чиновників й інших осіб». Характерно, що про мародерство та хижацтво комуністів та пролетаріїв тут не йдеться.
7 грудня 1917 року при Раді народних комісарів РРФСР була створена надзвичайна комісія по боротьбі з контрреволюцією й саботажем (скорочено ВНК — рос. всероссийская чрезвычайная комиссия), яку очолив Ф. Е. Дзержинський. Ця комісія була наділена широкими правами: робити арешти й конфіскації, виселяти злочинні елементи, позбавляти продовольчих карток, публікувати списки ворогів народу тощо.

Хоча рішенням Другого Всеросійського з'їзду рад робочих і солдатських депутатів смертна кара була скасована 26 жовтня 1917 року, російські лідери продовжували відкрито заявляти про необхідність терору і вбивств. Так, Лев Троцький 17 грудня 1917 заявив про те, що 

| не пізніше ніж через місяць терор прийме дуже сильні форми за прикладом великих французьких революціонерів. Ворогів наших буде чекати гільйотина, а не тільки в'язниця. |
| |

Володимир Ленін, засуджуючи «м'якотілість» у відповідях на дії «контрреволюціонерів», закликав 26 червня 1918 року:

| заохочувати енергію й масовидність терору проти контрреволюціонерів. |
|                                                                      |

Широко відомим стало формулювання першого голови Революційного військового трибуналу К. Данишевського:
|  | Військові трибунали не керуються й не повинні керуватися ніякими юридичними нормами. Це караючі органи, створені в процесі напруженої революційної боротьби, які постановляють свої вироки, керуючись принципом політичної доцільності й правосвідомістю комуністів». |

Декрет «Соціалістична Вітчизна в небезпеці» від 21 лютого 1918 безпосередньо містив вказівку здійснювати розстріли:
| В ці батальйони для риття окопів повинні бути включені всі працездатні члени буржуазного класу, чоловіки і жінки, під наглядом червоноармійців; ті, які чинять опір — розстрілювати… Ворожі агенти, спекулянти, громили, хулігани, контрреволюційні агітатори, німецькі шпигуни розстрілюються на місці злочину. |
| |

Крилатою стала цитата письменника Максима Горького:
|  | Кто более жесток, белые или красные ? Вероятно одинаково, ведь и те и другие — русские. |

### Закріплення терору у постановах і декретах
13 червня 1918 р. був прийнятий декрет про відновлення смертної кари. З цього моменту розстріл міг офіційно застосовуватися за вироком революційних трибуналів. Як і раніше, В. І. Ленін дає вказівки щодо посилення терору на місцях. Наприклад, у листі від 8 серпня Г. Ф. Федорову він пише:

| У Нижньому, явно, готується білогвардійське повстання. Треба напружити всі сили, скласти трійку диктаторів (Вас, Маркіна й ін.), навести негайно масовий терор, розстріляти й вивезти сотні повій, що згуртовують солдатів, колишніх офіцерів і т. ін. Ні хвилини зволікання… Треба діяти щосили: масові обшуки. Розстріли за зберігання зброї. Масовий вивіз меншовиків і ненадійних. |
| |

В телеграмі Леніна від 9 серпня 1918 року до Пензенського виконкому містяться такі вказівки:

| Необхідно зробити нещадний масовий терор проти куркулів, попів і білогвардійців; сумнівних замкнути в концентраційний табір поза містом… |
| |

Через рік в телеграмі Леніна від 26 травня 1919 року:

| …Декретуйте й запроваджуйте в життя повне обеззброєння населення, розстрілюйте на місці нещадно за всяку приховану гвинтівку. |
| |

Серед заходів щодо наведення порядку й попередженню опору, саботування й контрреволюції пропонувалися також операції з узяття заручників і здійснення погроз і шантажу. 10 серпня 1918 року В. І. Ленін пропонував:

| заручників… призначити поіменно по волостях. Ціль призначення саме багатії, тому що вони відповідають за контрибуцію, відповідають життям за негайний збір і зсипання надлишків хліба в кожній волості. |
| |

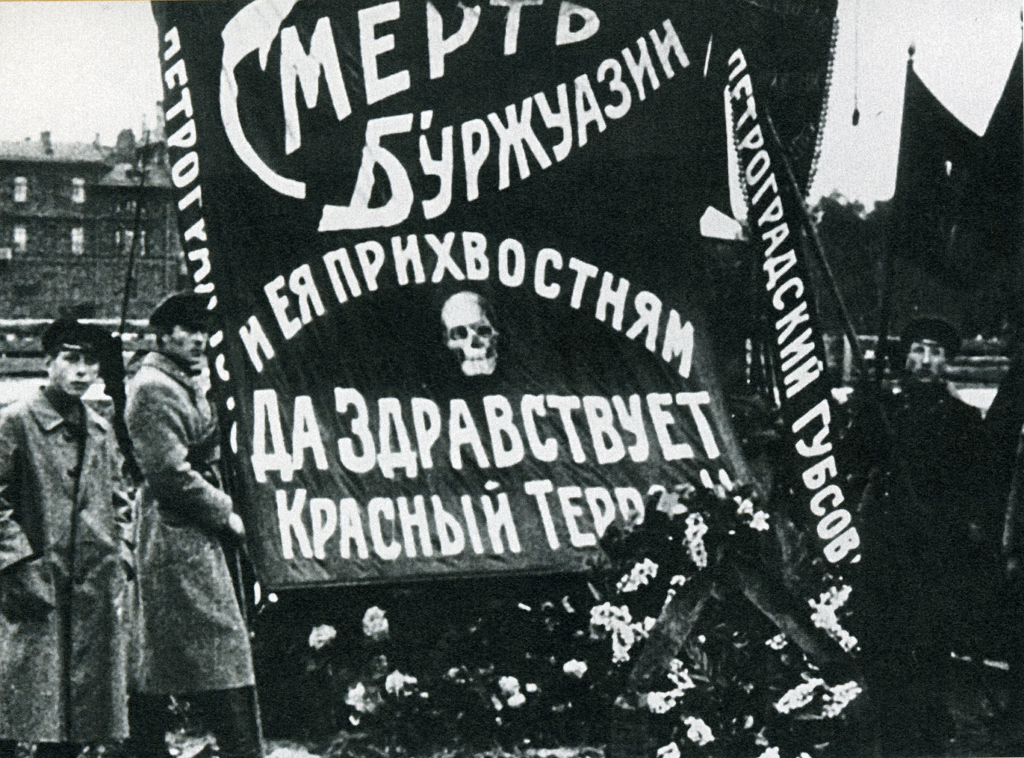
Плакат з написом російською «Смерть буржуазії і її прихвосням. Хай живе червоний терор.», біля могили Мойсея Урицького, Петроград, 1918

2 вересня 1918 року Яків Свердлов оголосив про початок червоного терору ВЦВК. Цього ж дня у Постанові РНК видав постанову, а 5 вересня — «Декрет про червоний терор», де було сказано:

| Рада Народних Комісарів… знаходить, що при даній ситуації забезпечення тилу шляхом терору є прямою необхідністю; що для посилення діяльності Всеросійської Надзвичайної Комісії з боротьби з контрреволюцією, спекуляцією й злочином за посадою й внесеннями в неї більшої планомірності необхідно направити туди можливо більше число відповідальних партійних товаришів; що необхідно забезпечити Радянську Республіку від класових ворогів шляхом ізолювання їх у концентраційних таборах, що підлягають розстрілу всі особи, причетні до білогвардійських організацій, змов і заколотів; що необхідно опубліковувати імена всіх розстріляних, а також підстави застосування до них цієї міри.. |
| |

3 вересня Народний комісар внутрішніх справ Г. І. Петровський у своєму розпорядженні заявляє про невідповідне виконання вказівок революційної влади, оскільки розстріли відбуваються недостатньо масово й попри «масові розстріли десятками тисяч наших товаришів», усе ще не уведений масовий терор проти «есерів, білогвардійців і буржуазії». Видається й потім публікується в Щотижневику ВНК наступна вказівка:

| Розхитаності й міндальничанню повинен бути негайно покладений кінець. Всі відомі праві есери повинні бути негайно арештовані. З буржуазії й офіцерства повинне бути взяте значна кількість заручників. При найменших спробах опору повинен застосовуватися масовий розстріл. Місцеві губвиконкоми повинні виявити в цьому напрямку особливу ініціативу. Відділи міліції й надзвичайних комісій повинні прийняти всі міри до з'ясування й арешту всіх підозрюваних з безумовним розстрілом всіх замішаних у контрреволюційній і білогвардійській роботі. Про всілякі нерішучі в цьому напрямку дії тих або інших органів місцевих рад Завуправи виконкомів зобов'язані негайно донести народному комісаріату Внутрішніх Справ. …Тил наших армій повинен бути, нарешті, остаточно очищений від усякої білогвардійщини й всіх підлих змовників проти влади робітничого класу й найбіднішого селянства. Ні найменших коливань, ні найменшої нерішучості в застосуванні масового терору! |
| |

У 1921 році керівництво радянських республік проголосило Нову економічну політику, що мала на меті відновлення народного господарства і подальший перехід до соціалізму. У 1922 році ВНК була реорганізована в Державне політичне управління (рос. — ГПУ), очільником якої залишився Ф. Дзержинський. ГПУ продовжувало застосувати терористичні методи репресій і нелегальних санкцій; воно удосконалило методу царської поліції, т. зв. «зубатовщину» (творення поліцією фіктивних революційних організацій, з метою виловлювати ворогів режиму). Сам же В. І. Ленін наголошував: 
|  | "Найбільша помилка думати, що НЕП поклав кінець терору. Ми ще повернемося до терору й до терору економічного" |

Ленін виступав за узаконення терору, за допомогою якого партія більшовиків прийшла до влади:

| Суд должен не устранить террор; обещать это было бы самообманом или обманом, а обосновать и узаконить его принципиально, ясно, без фальши и без прикрас. Формулировать надо как можно шире, ибо только революционное правосознание и революционная совесть поставят условия применения на деле, более или менее широкого. |
| |

## Масштаби терору

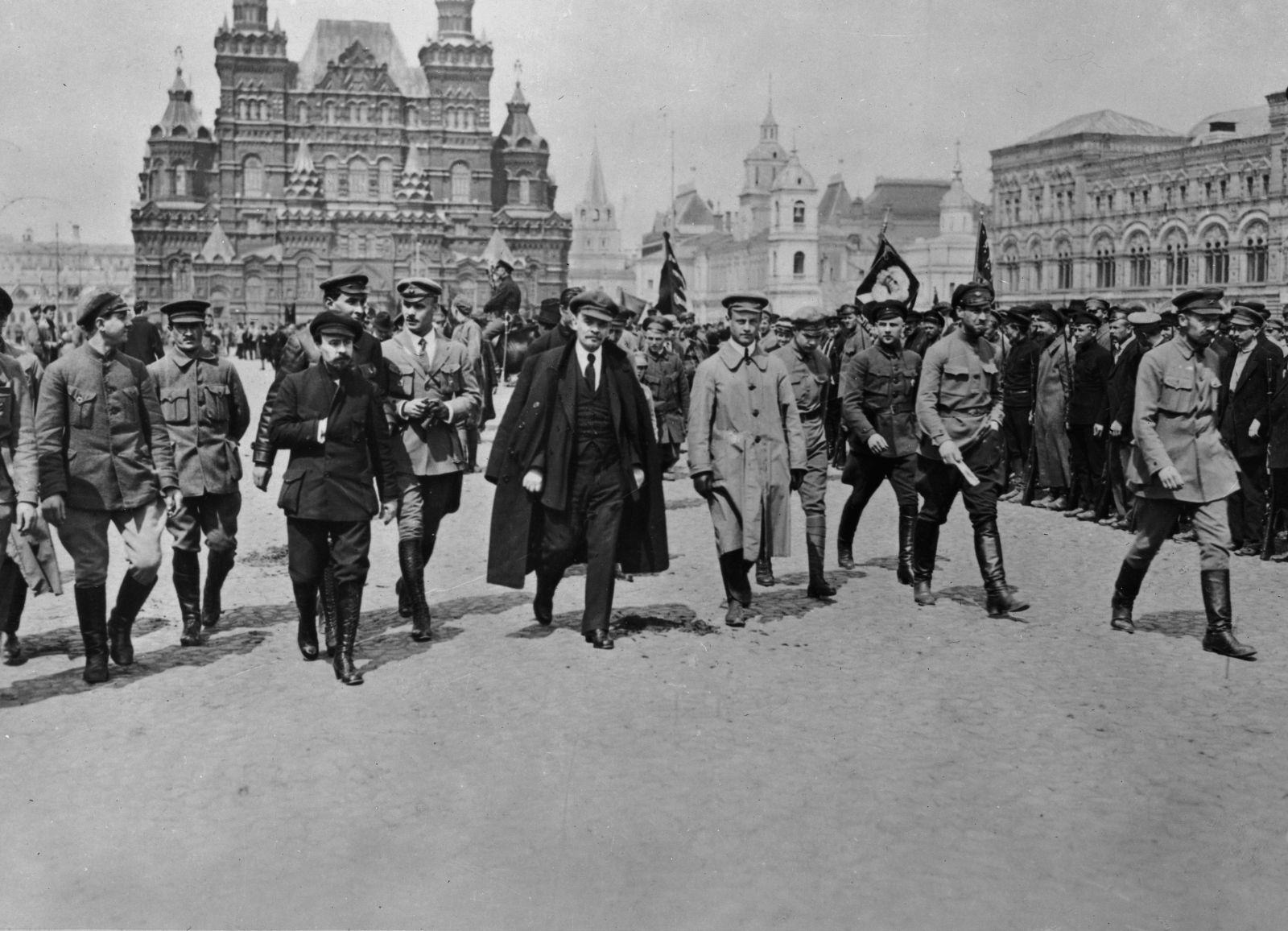
Ленін у центрі Москви, 1919 рік

Відповідно до відомостей, опублікованим особисто начальником відділу ВНК по боротьбі з контрреволюцією М. Лацисом, в 1918 році і за 7 місяців 1919 року були розстріляні 8389 осіб, з них: Петроградської ЧК — 1206; Московської — 234; Київської — 825; ВНК 781 особа, ув'язнено в концтаборах 9496 осіб, у в'язницях — 34 334; узято в заручники 13 111 осіб й арештовані 86 893 осіб. Сам М. Я. Лацис вважав ці цифри скромними:

| ...Якщо можна в чому-небудь обвинуватити ЧК, то не в зайвій запопадливості до розстрілів, а в недостатності застосування найвищої міри покарання. |
| |

Противники більшовиків з Особливої комісії генерала Денікіна з розслідування більшовицьких злочинів, скоєних різними структурами більшовицької влади тільки в період 1918—1919 р., оцінювали кількість загиблих у 1 766 118 осіб, з них 28 єпископів, 1215 священнослужителів, 6775 професорів і вчителів, 8800 докторів, 54 650 офіцерів, 260 000 солдат, 10 500 поліцейських, 48 650 поліцейських агентів, 12 950 поміщиків, 355 250 представників інтелігенції, 193 350 робітників, 815 000 селян.
Радянський історик О. Мозохін на основі статистичних даних оцінює кількість жертв червоного терору тільки органів ВНК до 50 тисяч. При цьому слід пам'ятати, що червоний терор здійснювався не тільки органами ВНК.

### Червоний терор в Україні

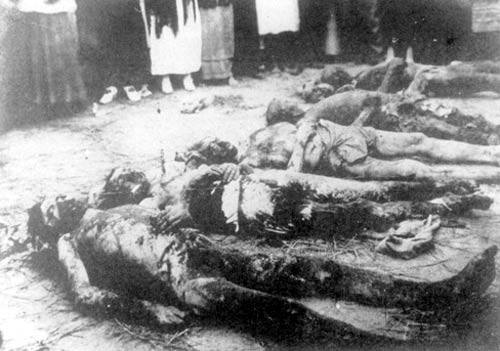
Трупи заручників, знайдені в херсонській ЧК у підвалі будинку Тюльпанова

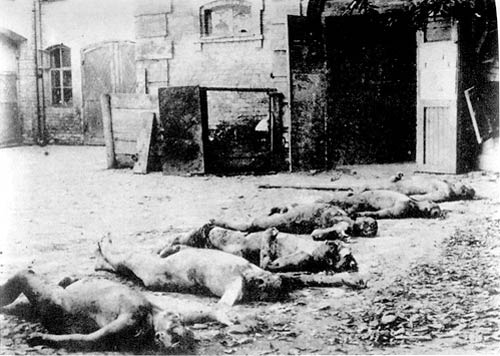
Двір харківської губчека (вулиця Садова, 5) з трупами страчених

Розкопки братських могил біля будівлі харківської ЧК

На території України червоний терор розпочався у січні 1918 року із вторгненням червоногвардійських загонів Муравйова, який під час і після штурму Києва влаштував у Києві різанину. За різними підрахунками жертвами різанини стали від 2 до 5 тисяч осіб. Під час штурму Києва більшовики використали отруйні гази. З цього моменту насильство і терор стали основними методами утвердження тут Радянської влади.. За висловом В. Г. Короленка, арешти і позасудові розстріли політичних опонентів під приводом боротьби з контрреволюціонерами тут стали звичним, «побутовим явищем» радянської дійсності.
Дії червоногвардійців в Україні відрізнялися особливою жорстокістю. Наприклад, Харківське ЧК використовувало скальпування і «знімання рукавичок з кистей рук», в Полтаві і Кременчуці священнослужителів саджали на кіл. У Катеринославі застосовували розп'яття й побивання каміннями, в Одесі офіцерів прив'язували ланцюгами до дощок, вставляючи в топлення й смажачи, або розривали навпіл колесами лебідок, або опускали по черзі в казан з окропом й у море.
Мельгунов приводить такий опис так званих «людських боєнь» у Києві:

| Вся … підлога великого гаража була залита вже… кров'ю, що стояла на кілька дюймів, змішаної в жахаючу масу з мозком, черепними кістками, жмутами волосся й іншими людськими залишками …. стіни були заляпані кров'ю, на них поруч із тисячами дір від куль налипнули частки мозку й шматки головної шкіри… жолоб у чверть метра ширини й глибини й приблизно в 10 метрів довжини… був на всьому протязі до верху наповнений кров'ю… Поруч із цим місцем жахів у саду того ж будинку лежали поспіхом поверхово зариті 127 трупів останньої бійні… у всіх трупів розтрощені черепи, у багатьох навіть геть розплющені голови… Деякі були зовсім без голови, але голови не відрубувалися, а… відривалися… |
| |

### Преса про червоний терор
Чисельною є група матеріалів преси про діяльність ВНК або червоний терор більшовиків в Україні 1919 р. Про розстріли в Києві, Харкові, Вінниці, Житомирі та інших містах України, про жертви «чрезвичайки», як називали цю комісію в народі, свідчили майже всі періодичні видання в Україні. Єврейські погроми в Україні були явищем, повз яке не могла пройти жодна газета.
Жертвами більшовицького терору в Києві, Одесі та інших містах стали: ректор Української академії мистецтва Олександр Мурашко, письменник Дмитро Маркович, поет Григорій Чупринка, композитор Микола Леонтович, актор і письменник Олелько Островський й тисячі інших, про що писала газета «Рідне слово» в статті «Жертви „чрезвичайки“ серед українців».
«Середньовічним жахом лунає від звісток і дій „чрезвичайки“, які доходять до нас з Харкова», — так починається стаття «Страхіття Харківської ЧК» в газеті «Шлях».
А в публікації "Розкриття Київської «чрезвичайки» після баченого автор твердить, що в камерах будинку по Садовій, 5 "творилось не звичайне вбивство, тут панував «червоний терор». Так, на стіні однієї з тюремних жіночих камер був зроблений напис: «О, як страшно вмирати! Марія Шляпина. 26.08.1919 р.».
Інші газети наводять факти діяльності ВНК в Україні за даними Головної ліквідаційно-слідчої комісії, яка була створена при Уряді Директорії в 1919 році. Так, в замітках «Жертви більшовизму» та «Розкопки могил розстріляних більшовиками» газета «Громадянин» вказувала, що «за приблизними підрахунками у Вінниці більшовицькою „чрезвичайкою“ було розстріляно до 3 тис. чол.». Про розстріли в Києві та постанови Київської губернської «чрезвичайки» інформує також газета «Трудова громада» та інші видання.

### Розстріли в Криму
Після розгрому російської армії Врангеля 1920 року новий московський режим Троцького-Ульянова санкціонував масові розстріли росіян та українців у Криму, які деякі історики розглядають як геноцид слов'янського населення. Начальник Особливого відділу Південного фронту Є. Г. Євдокимов, що керував проведенням цієї операції, був нагороджений орденом Бойового Червоного Прапора з таким обґрунтуванням:

| Під час розгрому армії ген. Врангеля в Криму тов. Євдокімов з експедицією очистив Кримський півострів від білих офіцерів, що залишилися там для підпілля, і контррозвідників, вилучивши до 30 губернаторів, 50 генералів, понад 300 полковників, стільки ж контррозвідників і загалом до 12 000 білого елемента, чим попередив можливість появи в Криму білих банд |
| |

Бела Кун 14 листопада 1920 затверджений у складі надзвичайного органу більшовицької влади: Кримського революційного комітету (Кримревкому). Наступного дня отримав телеграму від заступника Троцького по РВР Є. Склянського: «Війна продовжиться, поки в Червоному Криму залишиться хоча б один білий офіцер». 16 листопада наказ про початок операції з очистки Криму від «контрреволюціонерів» віддав голова ВНК Ф. Дзержинський шифровкою на ім'я начальника особливого відділу Південного фронту В. Манцева. Для загального керівництва акцією до Криму прибув Георгій Пятаков.
17 листопада Кримревком ухвалив наказ № 4, в якому зазначалося: всі іноземні піддані, всі особи, що прибули на територію Криму з червня 1919 р. (разом з Добровольчою армією), а також «всі офіцери, чиновники воєнного часу, робітники в установах Добрармії повинні з'явитися для реєстрації в триденний термін. Ті, хто не з'являться, будуть розглядатися як шпигуни, які підлягають найвищій мірі покарання за всією суворістю воєнного часу». На той час бойові дії вже закінчилися.
В Державному архіві Служби безпеки України зберігаються опитувальні листи тих, хто був заарештований. У графі «У чому обвинувачується?» слідчі особливих трійок писали: «козак», «дворянин», «юнкер», «чиновник воєнного часу», «штабс-капітан», «доброволець», «учасник армії Врангеля» Питання в опитувальному листі ставилися з єзуїтською підступністю. Так, в ньому були такі питання: «хто може підтвердити що все те, що Ви написали правда?», «де мешкають Ваші рідні?», «хто в більшовицькому уряді добре Вас знає?» та інші. Якщо опитувальний був досить наївним й надавав потрібну владі інформацію, тим самим спрямовував всіх тих, чиї прізвища вказував у зазначених графах, до рук надзвичайних органів. Нові заарештовані, своєю чергою, заповнювали нові опитувальні листи, в яких писали нові прізвища. І цей процес йшов далі. Заповнюючи опитувальний лист, син лікаря Ілля Островерхов на запитання про своє відношення до радянської влади відповів «визнаю і підкоряюся». Рішення щодо нього було прийняте стандартне — розстріляти як «прихованого ворога».
21 листопада 1920 року відбулося утворення кримської ударної групи на чолі з заступником начальника особового відділу Південного та Південно-Західного фронтів Ю. Євдокімовим для знищення білогвардійців, які залишилися в Криму; протягом наступних місяців тільки цією групою було розстріляно до 12 000 осіб. Кінцем 1920 року у спеціальному зведенні Кримревкому за грудень місяць зазначалося, що тільки Особливим відділом Чорноморського узбережжя було затримано близько 10 тисяч осіб, із котрих 60 % виявилися білогвардійськими офіцерами. Доля цих «затриманих» була цілком прогнозована.
5 грудня у газеті «Красний Крим» була надрукована програмна стаття «Білий та червоний терор», в якій зазначалося: «Нещадним мечем червоного терору ми пройдемо по всьому Криму й очистимо його від усіх катів, поневолювачів, мучителів робітничого класу… Ми були занадто великодушні після жовтневого перевороту. Ми, навчені гірким досвідом, уже зараз великодушничати не станемо… Червоний терор досягає цілі, тому що діє проти класу, приреченого самою долею на смерть, він прискорює його загибель, він наблизить годину його смерті! Ми переходимо у наступ!».
2 січня 1921 на об'єднаному засіданні Кримського ОК РКП(б) та Кримревкому була прийнята постанова, згідно з якою родини тих, кого було розстріляно, висилалися з Криму. Серед тих, кого вислали, був і есерівський лідер Гусєв-Оренбурзький.
Навесні 1921 р. Кримревком розповсюдив серед відділів юстиції міст півострова телеграму за підписом заступника голови Г. Шидарєва: «виходячи з положення про реввійськтрибунали… вироки та постанови реввійськтрибуналів остаточні, оскарженню не підлягають і повинні приводитися негайно до виконання».
Прізвища Б. Куна та Рози Землячки (Кривава Роза) в ті часи у Криму стали синонімами терору. Поет М. Волошин розповідав про те, що Бела Кун демонстрував списки заарештованих, яких присудили до розстрілу, і дозволяв йому викреслювати кожне десяте прізвище, а одного разу, зі сміхом, викреслив з такого списку прізвище самого Волошина. На думку Волошина, завдяки терору з кожних трьох кримських інтелігентів загинули двоє.
М. Султан-Галієв в березні 1921 у доповіді «Про становище в Криму»: «Дуже великою помилкою є надто широке використання в Криму червоного терору. За відгуками самих кримських працівників, кількість врангелівських офіцерів, яких розстріляли по всьому Криму, досягає 20-25 тисяч. Вказують, що лише в одному Сімферополі розстріляно до 12 тисяч. Народний поголос збільшує цю цифру для всього Криму до 70 тисяч…» Доповідь М. Султан-Галієва викликала в Москві ефект бомби, що розірвалася. Він порушив неписаний партійний етикет — викрив свавілля, котре творилося у Криму, назвав прізвища та конкретні факти. Ні про що подібне не згадували М. Фрунзе, М. Бухарін, М. Ульянова, Д. Ульянов, які вже побували на півострові.
У травні-червні 1921 у відповідь на червоний терор сплеск антибільшовицького збройного руху в Криму досяг таких розмірів, що майже цілком припинилося сполучення між повітами. У бюлетені інформаційного бюро Наркомату закордонних справ УСРР та Закордота ЦК КП(б)У від 14 червня 1921: «Перевал між Сімферополем і Алуштою та гірські ущелини між Алуштою і Ялтою повні „зеленими“ офіцерами… Сюди тягнуться з міст зневірені у всьому люди, що бояться переслідування, а з сіл — татарська молодь… щоб вигнати більшовиків. Тут постійно відбуваються криваві сутички між радянськими частинами і зеленими, причому часом сутички приймають характер формальних битв на широкому просторі. У війну з більшовиками утягуються цілі села, що жорстоко розплачуються при перемозі більшовиків. Хутора і татарські села охоче постачають повстанців продовольством і озброєнням. Дійшло до того, що в Ялту з Сімферополя доводилося добиратися через Севастополь, морем». На пленумі Кримського обкому Велі Ібраїмов 22 серпня 1921: «…Уся тактика місцевої влади в Криму спиралася на ЧК та Червону Армію, чим остаточно тероризувалося робітниче та татарське населення». Новий голова РНК Кримської АРСР Саїд-Галієв (з осені 1921) теж розглядав Крим як «плацдарм для революцій в ісламському світі».

### Відомі постаті, що стали жертвами терору
Серед жертв червоного терору кінця 1910-х — початку 1920-х років — чимало відомих діячів Російської імперії. Так, у ніч із 16 на 17 липня 1918 року більшовиками був розстріляний російський імператор Микола II та члени його сім'ї (жінка і п'ятеро дітей). Всі вони були канонізовані Російською православною церквою закордоном, а потім і Російською православною церквою. Наступної ночі більшовики розстріляли ще 8 членів Дому Романових, вони також були канонізовані Російською православною церквою закордоном за рубежем як Алапаєвські мученики.
Серед розстріляних також царські міністри А. Н. Хвостов, Н. А. Маклаков, А. А. Макаров, А. Г. Булигін, Б. В. Штюрмер, А. Д. Протопопов, И. Г. Щегловітов, С. С. Манухін, генерали Н. Н. Духонін, Я. Г. Жилінський, Н. В. Рузський, Радко Дмітрієв, Ренненкампф, А. Е. Еверт, адмірали Н. А. Непенін, Р. Н. Вірен, А. М. Щастний, В. К. Гірс.
Потерпіли також і визначні діячі культури. 23 січня 1921 року агентом ВНК був вбитий український композитор Микола Леонтович, а у серпні 1921 російський поет Микола Гумільов. Три тижні під арештом ЧК знаходився російський вчений Костянтин Ціолковський.

## Продовження терору в СРСР
У 1926 році поняття «контрреволюція» входить до карного кодексу РРФСР. Стаття 58 цього кодексу визначає контрреволюцію, як «Протидію нормальній діяльності державних установ і підприємств або відповідне використання їх для руйнування й підриву державної промисловості, торгівлі й транспорту, з метою здійснення дій, передбачених статтею 58.1», і передбачає смертну кару для звинувачених у контрреволюційній діяльності. Першими жертвами, звинуваченими у контрреволюційній діяльності виявилися колишні ідеологи терору — «троцькисти» та «зінов'євці».
Й. В. Сталін, який очолив ЦК ВКП(б) у 1922 році став за його ж власним визначенням «гідним продовжувачем справи Леніна». Нова хвиля терору розпочинається після згортання НЕПу.
У 1929 році Сталін закликав до «ліквідації куркульства як класу», що ознаменувало початок розкуркулення, від якого, за сучасними даними СБУ постраждало близько 500 тис. осіб..
Протягом перших років своєї диктатури більшовицька влада офіційно визнавала терор та взяття у заручники як спосіб свого правління. Наприклад, більшість осіб, знищених на Соловках та при будівництві Біломоро-Балтійського каналу (ББК), були оформлені як заручники або особи, які «перевиховуються». Тобто, т.з. РСФСР із самого початку свого існування само-визначила себе як терористичне державне утворення, яке не має правового відношення до знищеної ними Республіки Росія та Російської імперії.
Масштабною спланованою акцією радянського керівництва став голодомор 1932—1933 років, жертвами якого стало від 6 до 8 млн осіб. Найбільше постраждав від голоду український народ, втративши 4-5 млн осіб
Найпотужніша хвиля репресій в СРСР припадає на зміні в правлячій верхівці СРСР та відповідний терор 1937—1938 років, коли НКВС очолював Микола Єжов. Лише за 2 роки Єжовщини було розстріляно за офіційними даними понад 700 тис. осіб. У ці роки було страчено й найкращих представників української інтелігенції, а також старих більшовиків та бундівців.
Після захоплення протягом 1939—1940 років радянськими військами Галичини, Буковини та держав Балтії, радянський терор поширився і на ці краї. Сотні тисяч осіб здебільшого польського населення було депортовано до початку війни у віддалені райони СРСР.У перші місяці радянсько-німецької війни 1941—1945 р. НКВС без належного окремого слідства та суду, яке вимагалося згідно з тогочасним радянським законодавством, розстріляло десятки тисяч в'язнів тюрем НКВС в Західній Україні, котрі ще раніше були під слідством або відбували строки по різних статтях Кримінального кодексу СРСР. Після закінчення другої світової війни значну частину українського населення цих районів було депортовано в Сибір. В західних областях України з 1944 по 1952 р. зазнало різних видів репресій до 500 тисяч осіб, в тому числі арештовано понад 134 тисячі, вбито понад 153 тис., вислано назавжди з УРСР понад 203 тисячі осіб.
Терор тривав і після приходу до влади Хрущова, який, засуджуючи Сталіна за його необмежений терор, не засудив, однак, самого принципу державного терору. Боячись вимушеної лібералізації і відкритого виступу опозиційних сил, комуністи і надалі користувалися терором як легітимним засобом влади і суспільного контролю, хоча й більш селективно, індивідуалізовано та рафіновано, ніж у попередні часи. При режимі Хрущова частина раніш засуджених ворогів Радянської влади була вимушено «реабілітована», хоча об'єктивних причин для розглядання основних верств населення як прихильників їх режиму не існувало.
У часи правління наступних диктаторів в СРСР методи терору широко застосувалися у відкритих та гібридних війнах в Афганістані, В'єтнамі, Камбоджі тощо.

## Пам'ять жертв та організаторів терору
На території колишнього СРСР існують пам'ятники як жертвам, так і організаторам червоного терору.

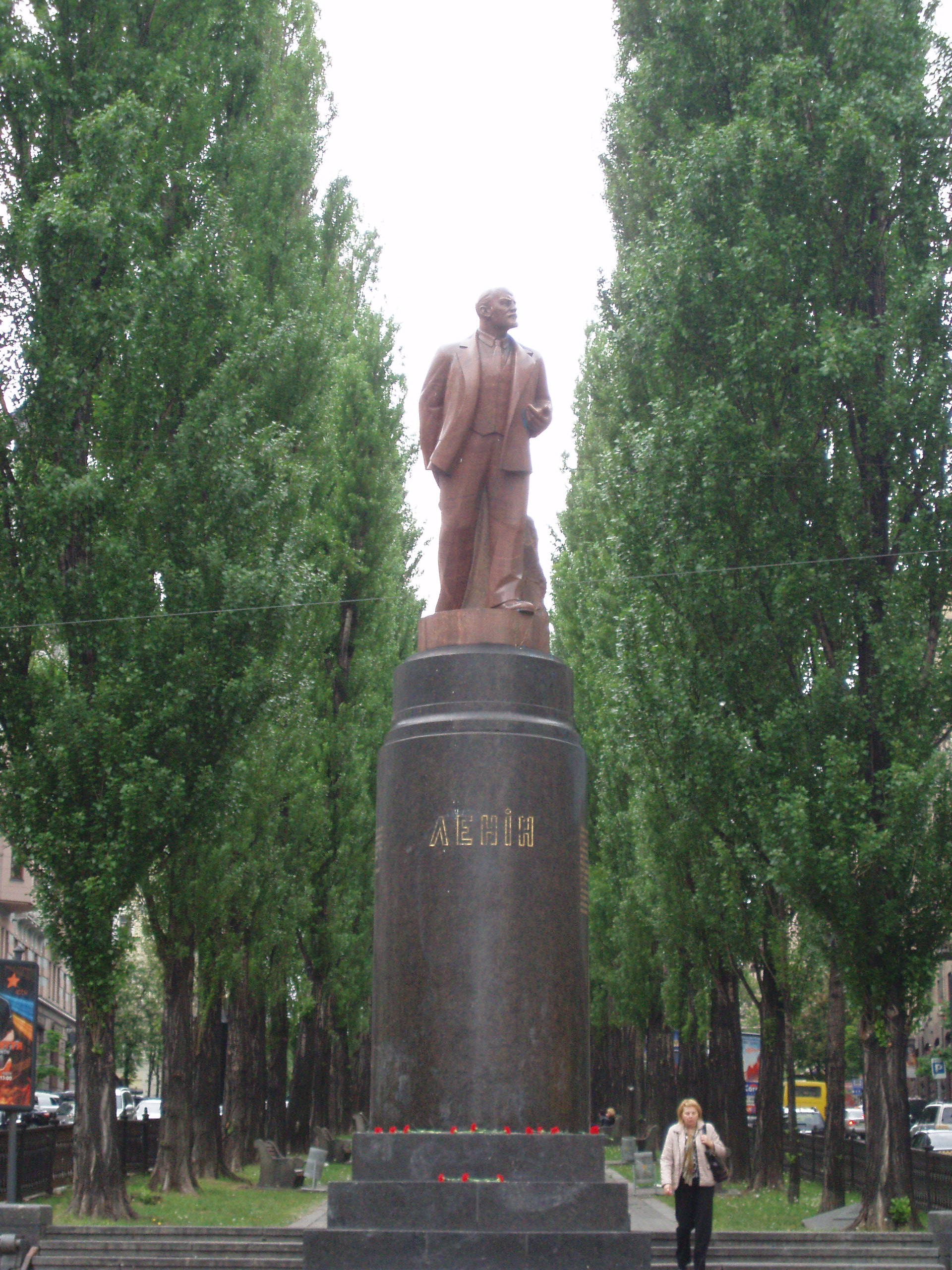
Пам'ятник Леніну в Києві (травень 2009)

Імена таких провідників червоного терору, як В. І. Ленін, Ф. Е. Дзержинський, Я. М. Свердлов, Г. І. Петровський увічнені у назвах населених пунктів, зокрема: Дніпропетровськ (нині Дніпро), Дніпродзержинськ (тепер Кам'янське) (Дніпропетровська область), три міста Дзержинськ (в Донецькій (нині Торецьк), Мінській (Білорусь) та Нижньогородській (Росія) областях), Свердловськ (нині Довжанськ) у Луганській області, Ленінськ у Волгоградській області. Раніше ім'я В. І. Леніна мали також міста Ленінград, Ленінабад, Ленінакан, однак з розвалом СРСР цим містам було повернуто історичні назви. Іменами цих діячів названі також вулиці і площі, їм споруджено численні пам'ятники, зокрема лише в Київській області на державному обліку до 2017 року було 6 пам'ятників В. І. Леніну національного значення та 184 — місцевого. Увічнені також і імена багатьох діячів кінця 1910-х-1920-х років, що боролися за встановлення радянської влади, зокрема їх імена мали українські міста Кропивницький, Подільськ, Покров, Сновськ та інші.
Загалом за підрахунками активістів тільки в Україні станом на 2009 рік існувало понад 2 тисячі пам'ятників діячам тоталітарної доби, у більш ніж 7 тисячах населених пунктів збереглися назви вулиць, районів та окремих об'єктів, які уславлюють радянський лад.

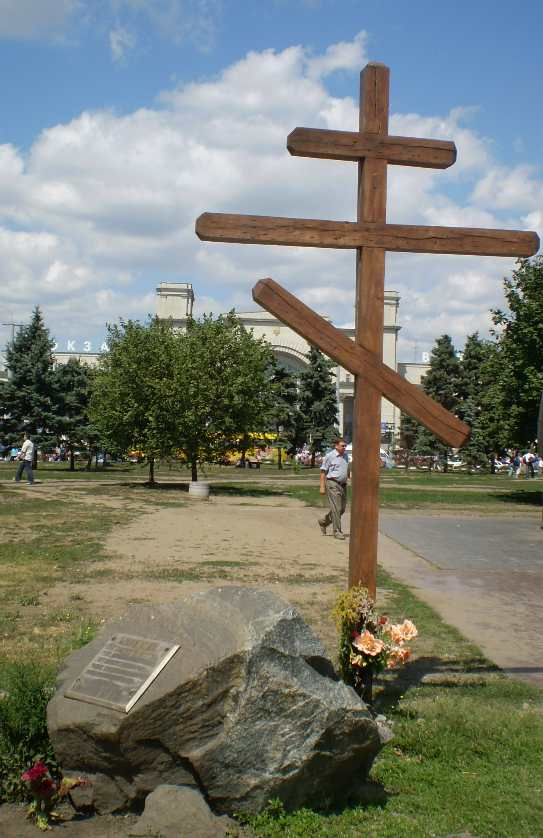
Меморіальний хрест «Мільйонами вбитих голодом 1920-23, 1932-33, 1946-47; політв'язням і репресованим України, знищених в концтаборах СРСР комуністичною владою 1917—1991 рр.» у Дніпрі

 У той же час, порушення та проведення судових справ щодо конкретних організаторів та виконавців червоного терору, а також оприлюднення результатів таких справ проведені лише частково, включаючи кримінальну діяльність НКВС-КДБ.
Разом з тим у 1990-ті — 2000-ні роки було споруджено багато пам'ятників жертвам репресій комуністичної епохи. Загалом на території колишнього СРСР активісти нараховують 1213 пам'ятників та пам'ятних дощок. В України безпосередньо подіям кінця 1910-х — початку 1920-х присвячено Меморіальний пам'яті жертв більшовицького терору 1921 р. [Архівовано 20 квітня 2008 у Wayback Machine.] у с. Базар Народицького р-ну Житомирської області та каплиця в ім'я ікони Знамення Пресвятої Богородиці на місці масових розстрілів жителів Ялти. В Росії подіям тих років присвячено Пам'ятник жертвам політичних репресій, розстріляним в 1921—1926 р. [Архівовано 20 квітня 2008 у Wayback Machine.] у Москві, в Білорусі — пам'ятний хрест учасникам Слуцького повстання [Архівовано 20 квітня 2008 у Wayback Machine.] (Мінська область).

Пам'ятник «борцям за волю України, жертвам комуно-фашистського терору 1939-54р.» в Яремче

Численні пам'ятники присвячені жертвам терору і репресій періоду 1920-х — 1950-х років, особливо багато пам'ятників жертвам терору на територіях, що увійшли до СРСР у 1939-40-х роках (як правило, на цих пам'ятниках вказується історичний період від моменту входження території його розташування в СРСР). Пам'ятні знаки жертвам терору розташовані і безпосередньо в місцях колишніх концтаборів та місцях захоронення, зокрема на Соловецьких островах [Архівовано 20 квітня 2008 у Wayback Machine.], Магаданській області [Архівовано 20 квітня 2008 у Wayback Machine.], у Биківні (біля Києва). Численні пам'ятники присвячені жертвам голодоморів, більшість із них розташовано в Україні, проте існують такі пам'ятники і на території Краснодарського краю та Пензенської області Росії, а також закладний камінь в Алмати (Казахстан).
У Дніпрі поруч із пам'ятником очільникові НКВС Г. Петровському (скинутому в 2016 році) поставлено пам'ятний хрест «мільйонами вбитих голодом 1920-23, 1932-33, 1946-47; політв'язням і репресованим України, знищених в концтаборах СРСР комуністичною владою 1917—1991 рр.».

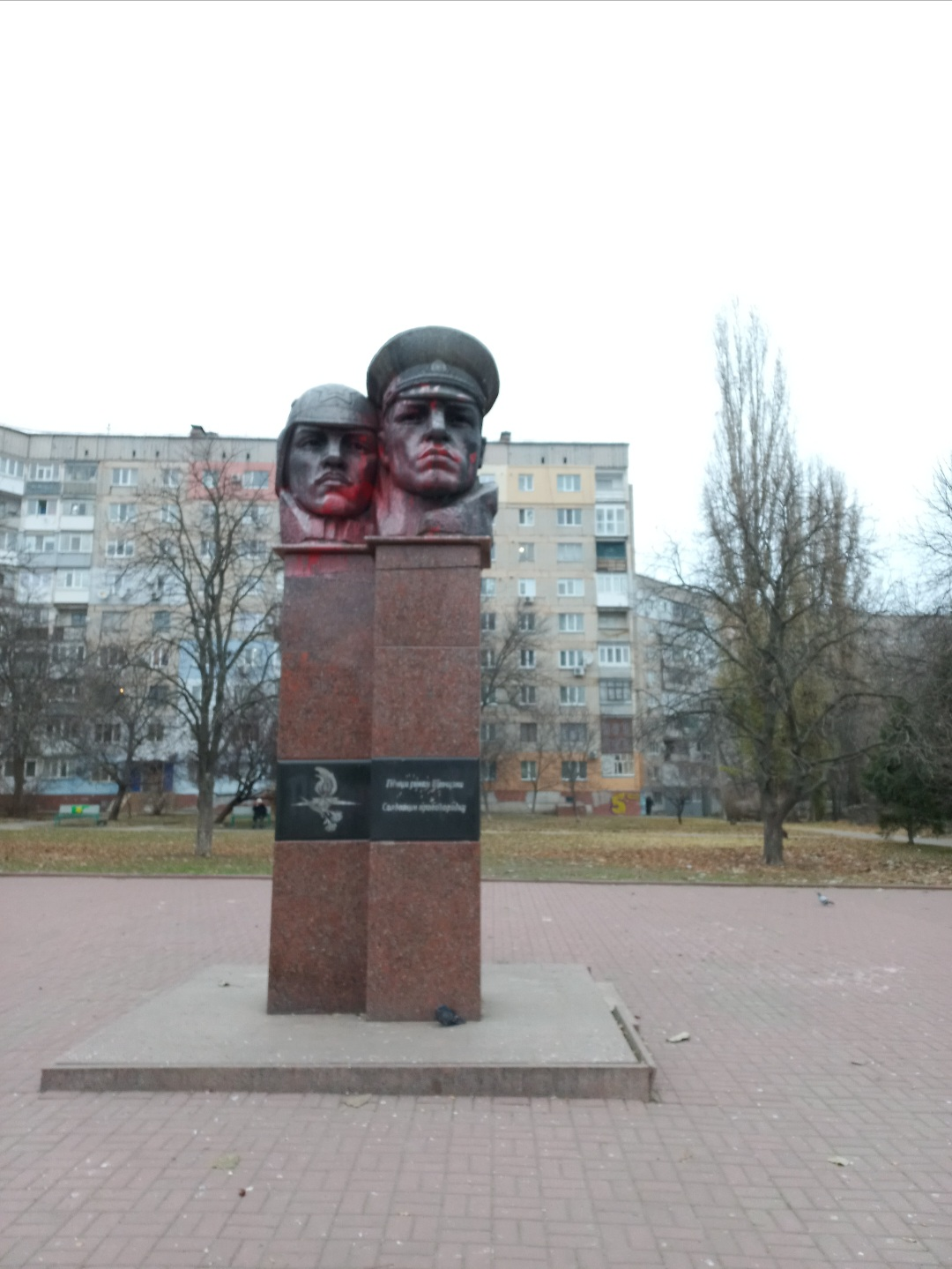
Пам'ятник чекістам встановлений 1977 року у Кропивницькому, облитий червоною фарбою

У 2018 році на державному рівні в Україні відзначається День пам'яті — 100 років з дня початку «червоного терору» — злочинної репресивної політики комуністичного режиму (05.09.1918).

## Виноски
1. ↑  С. П. Мельгунов. «Красный террор» в России 1918—1923. Архів оригіналу за 22 червня 2012. Процитовано 6 червня 2012.
2. ↑  Тезисы закона о конфискации домов с сдаваемми в наем квартирами. В. И. Ленин: ПСС. — Т. 35. — С. 108. Архів оригіналу за 4 жовтня 2013. Процитовано 4 жовтня 2013.
3. ↑  Декрет о ревизии стальных ящиков в банках. Архів оригіналу за 5 жовтня 2013. Процитовано 10 серпня 2017. [Архівовано 2013-10-05 у Wayback Machine.]
4. ↑  [[Ігор Бунич - Игорь Бунич]]. Золото партии. Архів оригіналу за 5 жовтня 2013. Процитовано 10 серпня 2017.
5. ↑  Записка Ф. Э. Дзержинскому с проектом Декрета о борьбе с контрреволюционерами и саботажниками. В. И. Ленин: ПСС. — Т. 35. — С. 156. Архів оригіналу за 4 жовтня 2013. Процитовано 4 жовтня 2013.
6. ↑  Латышев А. Г. Рассекреченный Ленин. — С. 57–72. Архів оригіналу за 18 травня 2013. Процитовано 7 червня 2012. [Архівовано 2013-05-18 у Wayback Machine.]
7. ↑  Буровский Андрей. Россия, умытая кровью. Самая страшная русская трагедия. Эксмо, Яуза. 2011. -640с.(рос.)
8. 1 2  Несчастных топили живыми и жгли в топке [Архівовано 29 січня 2022 у Wayback Machine.](рос.)
9. ↑  Г. П. Хомизури В. И. Ленин о терроре (теория и практика) (Цитаты без комментариев). Архів оригіналу за 11 листопада 2011. Процитовано 10 червня 2012. [Архівовано 2011-11-11 у Wayback Machine.]
10. 1 2  Декрет про червоний терор у Вікіджерелах
11. ↑  рос. Декрет о красном терроре
12. ↑  «Еженедельник ВЧК». 1918. № 1. С. 11.
13. ↑  Напр. С. П. Мельгунов, А. Л. Литвин
14. ↑  Напр. Іван Білас
15. ↑  Ольга Морозова.И красный мак и белая ромашка растут на проклятой земле [Архівовано 15 квітня 2008 у Wayback Machine.]
16. ↑  Троцкий Л. «Терроризм и коммунизм.» С. 64. // Аким Арутюнов «Досье Ленина без ретуши»
17. ↑  (В. И. Ленин, ПСС, т. 34, стр. 174)
18. ↑  Лацис М.И. «Красный террор». 01.11.1918, Казань
19. ↑  В.И.Ленин ПСС (пятое издание) т.41 стр. 376. Архів оригіналу за 15 серпня 2010. Процитовано 18 квітня 2012.
20. ↑  В.И.Ленин ПСС (пятое издание) т.41 стр. 380. Архів оригіналу за 15 серпня 2010. Процитовано 18 квітня 2012.
21. ↑  В.И.Ленин ПСС (пятое издание) т.41 стр. 383. Архів оригіналу за 15 серпня 2010. Процитовано 18 квітня 2012.
22. ↑  Декрет СНК РСФСР «О суде» от 24 ноября 1917 года[недоступне посилання з травня 2019]
23. ↑  Декрет о суде от 22 ноября (5 декабря) 1917 г., Вивірено за виданням: Декреты Советской власти. Т.I. М., Гос.изд-во полит.литературы, 1957. Архів оригіналу за 27 травня 2008. Процитовано 31 липня 2009.
24. ↑  Ланцов С. А.Террор и террористы: Словарь.. — СПб.: Изд-во С.-Петерб. ун-та, 2004. — 187 с.
25. ↑  Г. Е. Зиновьеву. 26/VI. 1918. Также Лашевичу и другим членам Τ TTC. В. И. Ленин: ПСС. — Т. 50. — С. 106 [Архівовано 10 вересня 2018 у Wayback Machine.](рос.)
26. ↑  красный террор. Архів оригіналу за 6 січня 2010. Процитовано 31 липня 2009. [Архівовано 2010-01-06 у Wayback Machine.]
27. ↑  Юрій Хорунжий. Червоний терор як метод вироблення комуністичного людства з людського матеріалу капіталістичної епохи[недоступне посилання з серпня 2019]
28. ↑  текст декрету [Архівовано 19 червня 2008 у Wayback Machine.], вивірено за виданням: Декреты Советской власти. Т.I.
М., Гос.изд-во полит.литературы, 1957.
29. ↑  К. Валиуллин. Р.Зарипова: «История России. XX век» // гл.3
30. ↑  В. И. Ленин, ПСС, т. 50, с. 143. [Архівовано 24 лютого 2018 у Wayback Machine.](рос.)
31. ↑  Розин Э. Ленинская мифология государства. — М.: Юристъ, 1996. — 320 с., с. 248 [Архівовано 18 вересня 2018 у Wayback Machine.](рос.)
32. ↑  В. И. Ленин, ПСС, т. 50, с. 324. [Архівовано 24 лютого 2018 у Wayback Machine.](рос.)
33. ↑  В. И. Ленин, ПСС, т. 50, с. 145 [Архівовано 24 лютого 2018 у Wayback Machine.](рос.)
34. ↑  Дмитрий Волкогонов. Ленин. с. 413 [Архівовано 16 лютого 2018 у Wayback Machine.](рос.)
35. ↑  Газета «Известия», 4 сентября 1918г.
36. ↑  История России. 1917 — 1940. Хрестоматия / Сост. В.А. Мазур и др.; под редакцией М.Е. Главацкого. Екатеринбург, 1993.
37. ↑  В.И.Ленин ПСС (пятое издание) т.44 стр. 428[недоступне посилання з травня 2019]
38. ↑  Ленин В. И. Собрание сочинений (4-е издание) т. 45, С. 190–191[недоступне посилання з травня 2019]
39. ↑  Лацис М. И. «Два года борьбы на внутреннем фронте». // Москва — 1920. с. 75, с.76.
40. ↑  М. Лацис, цит. соч., с. 25
41. ↑  Геноцид народов России или Холокост по-русски. Архів оригіналу за 18 грудня 2013. Процитовано 1 серпня 2009. [Архівовано 2013-12-18 у Wayback Machine.]
42. ↑  Соколов Б. В. «Сто великих войн» Гражданская война в России (1917—1922 годы). Архів оригіналу за 4 червня 2012. Процитовано 18 квітня 2012.
43. ↑  С. П. Мельгунов. «Красный террор» в Россіи 1918—1923. IV. На гражданской войне. Архів оригіналу за 22 червня 2012. Процитовано 6 червня 2012.
44. ↑  О. Мозохин Правовое регулирование внесудебных полномочий ВЧК [Архівовано 12 квітня 2009 у Wayback Machine.]
45. ↑  Савченко В. А. Первая война большевиков против Украинской Народной Республики (декабрь 1917 — февраль 1918) [Архівовано 12 серпня 2017 у Wayback Machine.] / Двенадцать войн за Украину [Архівовано 6 липня 2021 у Wayback Machine.]. — Харьков: Фолио, 2006. — 415 с. — ISBN 966-03-2921-0. (рос.)
46. 1 2  В. Я. Ревегук. Повстанський рух на Полтавщині. Червоний терор
47. 1 2  С. П. Мельгунов. «Красный террор» в Россіи 1918 — 1923
48. 1 2  П. Губа. Періодична преса про погроми в період української революції (1917—1920 рр.) (PDF). Архів оригіналу (PDF) за 10 червня 2015. Процитовано 7 листопада 2010.
49. ↑  Рідне слово. — 1919. — 30 вересня.
50. ↑  Страхіття Харківської ЧК // Шлях. — 1919. — 3 жовтня.
51. ↑  Страхіття Харківської ЧК // Шлях. — 1919. — 9 жовтня.
52. ↑  Жертви більшовизму // Громадянин. — 1919. — 28 серпня; Там же. — 5 вересня
53. ↑  Трудова громада (Кам'янець-Подільський). — 1920. — 18 лютого
54. ↑  Хрущев против Сталина. Доклад на XX съезде партии. Архів оригіналу за 4 грудня 2008. Процитовано 1 серпня 2009. [Архівовано 2008-12-04 у Wayback Machine.]
55. ↑  СБУ закликає розсекретити справи про розкуркулення українців. Архів оригіналу за 13 травня 2011. Процитовано 1 серпня 2009.
56. 1 2  Оцінка енциклопедії «Британіка», стаття про історію України представлена редактором канадської «Енциклопедії України» Андрієм Макух (Andriy Makuch)
57. ↑  Revolution from Abroad: The Soviet Conquest of Poland's Western Ukraine and Western Belorussia by Jan T. Gross
58. ↑  Постановление Президиума ЦК КПСС о политическом и хозяйственном положении западных областей Украинской ССР 23 мая 1953 г.
59. ↑  То чиї ж імена носять наші вулиці. Архів оригіналу за 27 листопада 2021. Процитовано 27 листопада 2021.
60. ↑  Справу стосовно осіб, які пошкодили пам'ятник Леніну, має бути закрито — адвокат. Архів оригіналу за 11 липня 2009. Процитовано 2 серпня 2009.
61. 1 2  Повний список на сайті Музею ім. Сахарова. Архів оригіналу за 1 грудня 2012. Процитовано 2 серпня 2009. [Архівовано 2012-12-10 у Wayback Machine.]
62. ↑  В Крыму возвели первый памятник жертвам «красного террора». Архів оригіналу за 30 листопада 2011. Процитовано 2 серпня 2009.
63. ↑  Пам'ятник Петровському знесли у Дніпропетровську. Українська правда. Архів оригіналу за 9 лютого 2018. Процитовано 8 лютого 2018.
64. ↑  Постанова Верховної Ради України від 08.02.2018 р. № 2287-VIII «Про відзначення пам'ятних дат і ювілеїв у 2018 році». Архів оригіналу за 15.03.2018. Процитовано 14.03.2018.